# The Clean Gun
The Clean Gun è un film muto del 1917 diretto da Harry Harvey.

## Produzione
Il film fu prodotto dalla Falcon Features (Balboa Amusement Producing Company). Venne girato in California, a Long Beach.

## Distribuzione
Distribuito dalla General Film Company, il film uscì nelle sale cinematografiche USA il 26 ottobre 1917.